# Documentología forense
La documentología forense es una disciplina de las ciencias forenses que tiene por objeto de estudio el análisis de los documentos modernos, públicos o privados, utilizando distintos métodos y técnicas, a fin de establecer su autenticidad o falsedad, plasmando las conclusiones a las que arriban a través de un informe escrito denominado Pericia Documentológica.
Se ocupa del examen de documentos a efecto de dictaminar respecto de su autenticidad o determinar las posibles alteraciones de que haya sido objeto.

## Breve evolución histórica
La primera alusión a una falsificación de un documento público que cobrara relevancia es ubicada por los estudiosos del tema hacia el siglo V a. C., en Atenas, Grecia. Sin embargo, en las épocas del Imperio Romano, fue más común el uso de ardides con fines delictivos, tanto sobre monedas y testamentos, como sobre disposiciones del César. Tanto así que, en el año 78 a. C. fue promulgada por Lucio Cornelio Sila la “Lex Cornelia de Falsis”, donde establecía la comparación de escrituras cuando se sospechara la veracidad de un manuscrito, antecedente éste considerado como una primitiva aprobación reglamentada del peritaje caligráfico (Velásquez Posada, 2004), aunque el procedimiento era precario y poco fiable.
Con el inicio de la Edad Media, tras la caída del Imperio a finales del siglo IV d. C., se detuvo la evolución de las ciencias jurídicas, sustituyéndose la prueba de testimonios y de comparación por la confesión del imputado, generalmente obtenida a partir de torturas. Durante este período, proliferaron los títulos nobiliarios falsos o adulterados, como así también, los privilegios reales y las bulas papales que, al no existir un método para diferenciar lo falso de lo verdadero, circulaban con total impunidad (Wallace, 1956).
Hacia el 1200, el rey de León y Castilla, Alfonso X “El Sabio”, elabora “El Libro de las Leyes” que más tarde pasaría a ser conocido como "Las Siete Partidas": un cuerpo legal redactado con el fin de lograr uniformidad en la aplicación de la justicia en el reino. Alude en él, por primera vez, a las modificaciones de la escritura que no persiguen fines criminales o que fueran pensadas para engañar, sino a aquellas que se dan por obra del tiempo y la naturaleza en una misma persona: no es lo mismo la letra de una persona cuando es joven y sana, decía el rey, que cuando está viejo y enfermo.  Enumera, además, normas para evaluar los escritos impugnados, erigiendo así los pilares de la profesión de perito en escrituras y documentos controvertidos (Velásquez Posada, 2004).
Con el perfeccionamiento de la imprenta de tipos móviles por Johann Gutenberg hacia mediados del siglo XV, se vio incrementada la circulación de libros y con ello, la divulgación del idioma escrito con beneficios culturales y comerciales, pero con la consecuencia negativa de la difusión de nuevas técnicas de falsificación y adulteración de documentos, que iban evolucionaban a medida que avanzaba la técnica.
Francia fue, sin duda, el origen de los más prestigiosos investigadores en el área documental, principalmente de corte grafo-psicológico. Basta citar los nombres de Michón, Crépieux-Jamin, Solange Pellat, Locard, etc. De esta escuela francesa nacen las demás de Europa, principalmente la inglesa con Saubeir y Saudek, la alemana con Preyer, Meyer, Klages y Scheneickert, y la italiana, con Morelli, Andreani, Ottolenghi y Marchesan.
Es de mencionar, que Jean-Hippolyte Michón, es considerado el padre de la grafología moderna porque fue él, junto a Desbarrolles, quien desarrolló el primer método de interpretación psicografológica. Por su parte, Wilhem Preyer, afirmó que la escritura era una manifestación de la actividad cerebral, y como tal, presenta características similares independientemente del órgano que la ejecuta; afirmación que unos años más tarde, Edmond Solange Pellat elevaría al grado de “ley de la escritura”, como se verá más adelante.
También la fisiología hizo su aporte, de la mano del francés Hericourt, quien realiza investigaciones sobre la repercusión de los estados pasajeros de la personalidad en la escritura, centrando la atención en los movimientos reflejos y el automatismo, desde la perspectiva de su ciencia.
Volviendo con el aspecto evolutivo de la forma de análisis de la escritura, merece la pena recordar la intervención de Jacques Ravenau y su obra “Traité des inscriptions en faux” donde consigna consejos para proceder al análisis comparativo de escrituras, dándole importancia a los trazos que las constituyen por encima de las semejanzas morfológicas del conjunto, que pueden ser imitadas y llevar a falsas apreciaciones.
Durante el pasado siglo XX, con la propagación y perfeccionamiento de las técnicas fotográficas, de la óptica, la informática, los estudios sobre fuentes alternativas de iluminación y su aplicabilidad a la cuestión documentológica, estudios químico-forenses, etc., también se fue mejorando, estructurando y elevando al adecuado nivel de erudición a la Documentología y a los profesionales responsables.

## Análisis de papel
El perito analiza las características intrínsecas de elaboración del papel, sus dimensiones, tamaño, textura, color, grosor, y los dispositivos de seguridad.
El invento del papel se atribuye a Tsai-lun de origen chino en el año 105 d. C., y se dice que en el año 751, en la batalla de Samarcanda, los árabes hicieron prisioneros a varios fabricantes de papel, a quienes les arrancaron el secreto guardado celosamente durante varios siglos, extendiéndose este por todo el imperio árabe, o sea, Egipto, Marruecos y España durante los siglos XI y XII.
Fue hasta a principios del siglo XIII cuando el papel fue actualizado por los franceses, quienes lo importaban de España e Italia, pero fue Juan Gutemberg, quien con el invento de la imprenta dio impulso a la fabricación del papel.
Por virtud de las diferentes pastas utilizadas en la fabricación del papel, tales como bisulfito, sosa, etcétera, este nos da una fluorescencia especial bajo la lámpara de Wood, conocida como “luz negra”, y el microscopio nos permite examinar las diversas fibras que entran en composición del papel, e incluso apreciar el sistema de fabricación de este.

### Análisis de la fibra
Este análisis deberá hacerse al microscopio-estéreo, con el objeto de utilizar el menor papel posible; sin embargo, puede efectuarse a simple vista siempre y cuando haya suficiente papel disponible; para ello existen fórmulas químicas que en Francia se les denomina “Norma NF Q 03-001”, que es la que precisa las coloraciones obtenidas por las fórmulas en las diversas fibras, siendo estas las llamadas “Reactivo de Herzberga”, “Reactivo de Selleger” y “Reactivo de Lofton-Merrit”.

### Examen físico
El estudio del papel versa sobre los siguientes elementos:
- Dimensiones en milímetros.
- Anchura y espaciado del rayado si lo tuviera.
- Configuración externa, mediante fotografía a la luz refleja con 15 o 20 aumentos.
- Configuración interna, mediante microfotografía por transparencia, mojando el papel con tretacloruro de estaño.
- Matiz del papel y del canto.
- Espesor del papel, utilizando el esferómetro, las irregularidades del espesor y la presión de la escritura se podrán poner ha descubierto por este método.
- Filigranas y marcas de agua.
- Opacidad y transparencia se mide mediante un diafanómetro, midiendo la luz que pasa a trasluz.
- Fluorescencia, examen con lámpara de Wood o de luz negra.

## Examen de las tintas
Se establece su color, tonalidad, la posible existencia de tintas de seguridad y el origen del solvente.
En el mundo moderno la experiencia y las investigaciones científicas enseñan objetivamente cuales son las variaciones que la escritura puede sufrir por razón de los elementos usados para su confección. Entre estos merece especial importancia la tinta, cuya utilidad está al servicio del trazado de letras y dibujos sobre el papel, y que por su resistencia y permanencia da testimonio de lo escrito. En todo tiempo, los hombres se han preocupado por buscar las combinaciones, composiciones y mezclas más adecuadas para su preparación, y señalar al mismo tiempo sus coloridos, intensidades, grados de oxidación, fijación e indelebilidad, etcétera, a fin de conocer con más facilidad los fraudes, correcciones, borrones y otras anomalías que ocurren a menudo a consecuencia de su constante uso o empleo.
Las tintas de nuez de agallas y de hierro, las de extractos tánicos, las de hulla, las de anilina, las de glicerina y de azúcar, las de encinas, las de sulfatos ferrosos o férricos, etcétera, suponían en otro tiempo la necesidad de llevarlas al laboratorio para distinguirlas y fijarles su alcance y colorido, como también para averiguar sus sustituciones y reactivos para establecer otras modalidades. El perito, en consecuencia tuvo que apelar a la ayuda del químico, si es que quería obtener resultados completos. Hoy, cuando la química despierta en un nuevo mundo y transforma no solo Las cosas sino también las ideas mismas, su contribución en el campo de las investigaciones policiacas adquiere un prestigio y un valor incalculable; por eso, el perito moderno debe recurrir también, sin vacilaciones ni temores, al servicio que dicha ciencia presta en sus laboratorios y puestos de ensayo y, sobre todo, cuando se trata de analizar tintas hechas a base de distintos ácidos y sustancias colorantes.

Las condiciones que debe presentar una tinta para ser buena –dice Guareschi- son numerosas. En primer lugar su color debe ser intenso, ser fluidas y conservarse sin alteración, resistiendo en cuanto sea posible a los agentes atmosféricos.

Hay tintas que difícilmente emanan de la pluma por exceso de densidad, principalmente cuando se les mezcla goma, y hay otras demasiado sucias y pesadas, hechas en masa, que presentan muchos inconvenientes para la escritura, y también existen preparados poco resistentes, sobre todo los hechos con sustancias vegetales, que pierden su coloración y su eficacia para los trazados y cuyo uso debiera evitarse a toda costa.
Por nuestra parte, anotamos que deben desecharse las tintas que por su acidez afectan las plumas de acero y las que, en razón a la transformación de las sales ferrosas o férricas, son muy propensas a la oxidación.
Los libros sobre tintas abundan en fórmulas. Todas ellas presentan inconvenientes y ofrecen ventajas. Hay tintas muy finas que se secan con mucha dificultad, posiblemente por la presencia de azúcares, glucosas, etcétera. Ya vemos como los papeles carbón y las tintas usadas para los mimeógrafos, así como las de imprenta, deben llevar alguna sustancia higroscópica que impida una evaporación rápida a fin de que los colorantes no se sequen inmediatamente. Las tintas para escribir deben llenar todos los requisitos indispensables, con mira a que su perduración sea más segura, toda vez que si ellas quedan sometidas a ser borradas por obra del tiempo o de otros agentes, ninguna eficacia presentarían desde el punto de vista de la conservación y permanencia de los escritos y los documentos realizados con su ayuda o mediante su uso.
El índice de resistencia de las tintas debe ser elevado para que por medio de reactivos y otras composiciones químicas no sea fácil borrarlas ni tampoco someterlas al sencillo o cruel efecto de la acción mecánica del borrador, del raspado, etcétera. De otra manera, la falsificación, adulteración y sustitución de firmas y manuscritos tendría cabida sin obstáculo alguno y se presentarían para un cúmulo de injusticias, engaños y delitos. Aquí estriba la principal crítica que los expositores han hecho a las tintas de origen orgánico, que son muy propensas a la descomposición, porque pese a que penetran fácilmente en el papel son de poca firmeza y escasa estabilidad, lo cual no sucede con las hechas a base de polvo fino de carbón, que cobran por ello más dureza y persistencia.
El perito debe estudiar, mirando a lo dicho, la intensidad y fluidez de las tintas, consistencia, viscosidad, grado de penetración, solubilidad y colorido. Esta labor debe relatarse y exponer de una manera bastante detallada para que los jueces e investigadores encuentren apoyo práctico y fundamento dentro de la propia realidad de los hechos producidos.
En la clasificación de la intensidad y colorido de las tintas, el examen debe partir del término medio o, mejor dicho, de un tipo que sirva de punto de relación para el cotejo. Como en el orden de las cosas existen múltiples relaciones, es muy difícil adoptar un sistema general de tinta-tipo o de estándar; nos limitaremos a decir que para dicha base debe tenerse presente una tinta negra, de intensidad normal, no muy subida, pero tampoco muy débil; todo con el fin de que el perito, en sus dictámenes, pueda calificar de distintos tonos dentro de la graduación de muy intensos, intensos, normales, débiles, muy débiles e ilegibles. Con todo, en la determinación de matices y coloridos no puede desatenderse la diversidad de tonos verdes, azules, rojos, morados, etcétera, que ofrecen variadas especies de tintas existentes en el mercado y que cada industria, en su afán competitivo, prepara para el consumo.
En el estudio de los colores se pasa fácilmente del negro al gris oscuro, y de este al gris medio, para después invadir al claro hasta llegar, por ley de sucesión, al blanco, fenómeno que se debe al impresión sensorial que van despertando los cambios de tintas casi imperceptiblemente. Por eso el experto debe ejercitar su ojo observador a fin de que las sensaciones cromáticas le lleguen con su valor bien definido y exacto en cada caso; se necesita, en consecuencia, una buena capacidad perceptiva que permita hallar aun las más mínimas discrepancias entre los matices más cercanos contemplados en la escala de tonos y coloridos. Hay colores casi semejantes que, al ser comparados con detenimiento, ofrecen serias diferencias. Muchas veces el mismo examen de las manchas creadas en un escrito o documento, por la acción del borrador o del raspado, indica la similitud entre sombras y el color esencial del papel, y para buscar su claridad y definir con exactitud su alcance resulta necesario observar de manera cuidadosa cada uno de los detalles.
Así pues, cuando se habla del color es preciso atender sus propiedades fundamentales: tono, claridad y saturación. La sensación visual ayuda a establecer estas características, siempre y cuando se tenga en cuenta la ley del contraste simultáneo, en virtud del cual la condición fisiológica en que esta la visión para mirar el color de un objeto no es pura ni integra, ya que está influida por sus colores de los objetos vecinos, en razón a que el área de visión está invadida simultáneamente por distintas clases de coloridos. En consecuencia, hay que evitar interferencias y apartar, en cuanto sea posible, el efecto de una luz o de un color que compliquen o tiendan a desorientar y confundir el examen y verificación exacta de la intensidad de los trazados hechos por medio de la tinta o del lápiz, no sea que por ese influjo traiga como consecuencia inmediata el aumento de la tonalidad de un color o se disminuya su claridad o que, por ley de proximidad, el acto sensorial de una coloración despierta sufra alteraciones en su alcance y en sus efectos.
Los defectos por la visión del color, muy principalmente la cromastenia común, o dificultad en que se hallan aun los sujetos normales por falta de experimentación para distinguir el tono de los colores y diferenciar exactamente su claridad y poder. Otro de los defectos es la acromatopsia, o ceguera para el color. Son anomalías que impiden el ejercicio de una prueba o de una observación bien detallada, pues el experimentador entra al plano de la visión cambiada o anormal sin que logre contrarrestar los inconvenientes de orden físico, como el contraste, y sin que consiga adaptarse a la verdad del objeto que examina.
Un buen dictamen debe aspirar, por consiguiente, a que se alejen de él todos los defectos e ilusiones de los sentidos. Los errores del juicio, las fantasías de la imaginación, y a que se mantengan las conclusiones sin desvíos y sin asomos de contradicción y de insuficiencia.
Por otro lado cabe anotar que hay tintas que cambian su colorido inicial entre los tres y diez días siguientes a su uso, lo cual quiere decir que su intensidad no logra estabilizarse sino mediante la acción del tiempo y del medio físico que la rodea. En una experiencia y en un cotejo relativos a este fenómeno, debe expresarse claramente el efecto proveniente del hecho indicado.
La pluma comprueba la fluidez de las tintas: hay tintas que emanan normalmente de aquellas, y hay otras que, por su constitución grasa, no caen ni obran sino mediante una fuerte presión. Finalmente, existen algunas que, por su natulareza muy acuosa, fluyen con precipitación. Parece que con la fluidez anda acompañado el factor referente a la densidad o al peso de la tinta, cuyo valor debe ser mayor que el del agua, si es que se pretende un buen grado de flujo o emanación. Por falta de este requisito conseguimos, a menudo, que las tintas se rieguen en el papel y que obliguen la mayoría de las veces al retintamiento, resultando este fenómeno no por obra y gracia de la labor de la falsificación, del calca, etcétera, sino más bien como un efecto torpe aunque natural.
Igualmente, aquí se estudia la duración de las tintas, su conservación y su consistencia, grado de penetración, viscosidad, etcétera. Se conocen tintas que se borran fácilmente, como si se les desprendiera poco a poco el tono que las anima; en cambio, las hay que, aun por medio de los disolventes más eficaces, conservan su tonalidad y su valor. La práctica señal, como índice de poco consistencia, los sedimentos y las placas formadas en algunas tintas, circunstancias que son fáciles de comprobar llegado el caso.
El factor concerniente al grado de penetración de las tintas tiene en su contenido un gran interés, ya que de él depende el alcance de muchas enmiendas, emborronaduras, raspados, falsificaciones, superposiciones, uso de ácidos, etcétera. El grado de penetración de una tinta está en relación directa con el encolado del papel, pero todo depende esencialmente de los ácidos que la constituyen. A medida que es mayor también la naturaleza ácida, mayor es la penetración y más honda es la zona abierta por la tinta en el papel, mientras menor o más reducida es la capa de encolado.
Pudiéramos resumir lo que se refiere a la viscosidad y a la seguridad de las tintas diciendo que, si estas son pegajosas, blandas y húmedas, dichos factores arrojarían una escritura defectuosa y vulgar, restándole de esta manera fijeza al colorido y al trazado y estética al dibujo o al manuscrito.
Hay que agregar, además, que la tinta no funciona sola, ya que por su finalidad está destinada a ser recibida en el papel. Los papeles para escribir cartas, contratos, cheques, etcétera, tienen un grado normal de encolado, que dejan que las tintas penetren en ellos casi insensiblemente. Sin embargo, primitivamente el papel usado par a tales efectos adolecía del exceso de encolado que permitía la facilidad de borrar lo escrito en razón de su muy escasa penetración, o de la deficiencia del mismo, que propiciaba el hecho de que la tinta penetrara exageradamente, rompiendo las fibras y regándose el color con detrimento muchas veces de la superficie escrita. Previendo esto se ideó la formación de una tinta que, aparte de reunir los requisitos anunciados anteriormente contuviera alguna sustancia que afectara o atacara en algo el papel, sin dejar huellas muy profundas, pero en todo caso bien definidas. El ácido clorhídrico, por ejemplo, que tiene la ventaja o cualidad de permitir la penetración del carbón en la tinta china hasta un punto ligero, pero en todo caso suficiente para mantener una fijación bien definida del color de la tinta a través del papel. El procedimiento data de tiempos remotos y fue adoptado, según se sabe por la Societe de Encouragement, de París.
Por esta razón interesa saber igualmente la calidad del papel porque, según su constitución, será mayor o menor el efecto de los reactivos o medios usados para borrar lo escrito. No basta, pues, que la tinta pueda hacerse desaparecer fácilmente, sino que es necesario que el falsificador, al hacer caer el reactivo sobre el papel, sepa que con él no se alteran la fibra, el color y el encolado.
Entre las tintas más usuales en la actualidad, se encuentran la agallotánica (a base de ácido tánico extraído de las nueces), la crómica (que se extrae del palo de Campeche), y la de anilina. Existen además, las tintas de colores, la tinta china, la tinta de la India y otras como la de vanadio y la de volframina.
Una de las más usadas actualmente es la tinta para “bolígrafo”, que no es en realidad una tinta en el sentido químico; sin embargo, en esta clase de “tinta” es factible usar, con el objeto de identificarla y analizarla, el examen bajo rayos ultravioleta o bien recurriendo a la lámpara de Wood, pudiendo utilizar de igual manera los rayos infrarrojos.

### Antigüedad de las tintas
Mucho se hablado de la edad de las tintas y la investigación sobre la antigüedad de lo escrito, por lo que no vamos a sostener una polémica que no nos conducirá a ninguna parte, solamente mencionaremos los distintos métodos usados, y el último descubrimiento por los investigadores de la Organización Internacional de Policía Criminal.
Por principio de cuentas, debemos distinguir previamente entre dos clases de edades, la llamada “edad absoluta ”y la “edad relativa”, siendo la primera la que corresponde a una tinta desde su fabricación, y la segunda es la antigüedad de una tinta con respecto a otra, pues como sabemos, una tinta puede tener un proceso natural de envejecimiento dentro del frasco en el que se envasa y, por consecuencia, aun cuando determinados la edad, esta no puede estar acorde con el documento en cuestión, tomando en cuenta, además del proceso que sufre con la exposición a la luz, aire, o sea factor ambiental, humedad, etcétera, lo que nos indica que esto es solo un factor teórico.
Por esta razón, conocer la edad absoluta de una tinta solo nos llevara a errores, para ello existen varios métodos señalados, pero por las razones expuestas, creo que no nos interesarán en el presente estudio.
Sobre la investigación de la edad relativa, los ingenieros químicos y tratadistas forenses contemporáneos: Eleazar Navarro y Felix Navarro, de nacionalidad mexicana; han desarrollado la estandarización de un método cromatográfico, fundamentado en la asignatura de transferencia de masas, mismo que aporta una técnica de aplicación práctica y metódica para la determinación de la aludida “edad relativa”, quienes dedujeron que para el estudio del proceso de datación documental, se debe estudiar la tinta cuando ha sido plasmada sobre la superficie de un soporte de papel comercial; una vez ahí, el trazo realizado comienza la cinética de envejecimiento, que inicia con un proceso de secado con respecto al tiempo, debido a la pérdida por evaporación y desprendimiento de los solventes volátiles, que deriva en la degradación de los colorantes y un endurecimiento por óxido-reducción de las resinas de cohesión molecular, con base en la polimerización de las mismas. La cuantía remanente del conjunto de solventes, deja un residuo que se volatiliza lentamente, pudiendo ser detectado al transcurso de los años, sin embargo la cantidad contenida de éste en un trazo, únicamente puede ser utilizado para su datación si es monitoreado y/o generado algún valor, mismo que es una variable independiente de la cantidad de muestra extraída (masa) y formulación de la tinta dentro de la investigación.
En la actualidad se puede obtener un momento preciso en el tiempo, para el envejecimiento natural de una determinada tinta plasmada sobre un soporte de papel comercial, basado en las curvas estándar de calibración artificial, fundamentadas éstas en la concentración másica de los solventes en función del tiempo, con resultados de ajuste en la extrapolación matemática del modelo.
Por otro lado, se encuentra el método de Metzger, Rall y Hess, al que se le denominó “Proceso de ionización”, ya que se basa en la difusión iónica, y se debe a la investigación sobre las propiedades de los ácidos clorhídrico y sulfúrico contenidos en las tintas, libres de difundirse sobre el papel.
Marc Payot, en su escrito titulado “Determinación de la edad de las tintas según los métodos de Metzeg, Rall y Hess”, en la Revue Internationale de Criminalistique, 1936, pag. 495, nos dice que estos elaboraron unas tablas de difusión que citamos a continuación:

#### Primera difusión de loscloruros
- Unos días: comienza la difusión.
- Una semana: los bordes de los trazos comienzan a perder nitidez.
- Un mes: la imagen del trazo aparece en el reverso del papel.
- Dos meses: trazos muy visibles al dorso, donde ofrecen doble anchura que en el anverso.
- Cuatro meses: presentan triple anchura.
- Seis a ocho meses: los trazos parecen muy extendidos, ofreciendo mayor intensidad en los bordes que en el centro.
- Un año: difusión completa. Se observan manchas extendidas por las regiones inmediatas a aquellas en que se encontraba el trazo, que aparece en blanco al revelar los cloruros.

#### Segunda difusión de lossulfatos
Es más lenta que la de los cloruros y casi no se puede comprobar hasta pasado un año. Se produce aproximadamente de la misma manera que la de los cloruros, con una equivalencia de un año por mes. Se calcula que habrá terminado al cabo de doce años.

## Defectos típicos de los rasgos
Los saltitos microscópicos y las manchas de tinta a lo largo de los trazos son altamente típicos. Estos dos defectos, muy parecidos a los de las primeras estilográficas, son todavía muy frecuentes en la actualidad, incluso en instrumentos de las mejores fábricas.
El blanco es debido a la circunstancia de que, al escribir el trazo, una misma parte de la bola establece dos veces contacto con el papel sin haberse cargado de tinta entre una y otra. También se puede imputar esta anomalía del trazo al frotamiento de la órbita que enjuga en parte la tinta de la superficie de la bola; pero este último fenómeno se traduce más bien en surcos en la anchura del trazo, que entonces muestra dos huellas análogas a las producidas por las puntas de una pluma. El microscopio, especialmente con iluminación lateral, muestra que el blanco no corresponde a un “levantamiento de la pluma”: el rasgo prosigue de modo normal, pero no se imprime a consecuencia de la falta de tinta.
A menudo, sobre todo después de curvas bruscas, se encuentran manchas de colorante debidas al arrastre y depósito sobre el papel de la tinta acumulada en exceso en los labios de la órbita.
Estas pequeñas manchas sobre los trazos son características de las escrituras con bolígrafo. Los de mala calidad e incluso acumulan tinta en tal cantidad, que el exceso llega a rozar con la superficie del papel: manchas oscuras o surcos acompañan a los rasgos de diversos puntos. Desde luego, la manera de sostener el bolígrafo influye en el fenómeno y la anomalía del rasgo hace pensar injustamente en un fraude, siendo así que es perfectamente normal y debida solo a la mala calidad del instrumento empleado. Este defecto puede mitigarse con la limpieza periódica de la punta del bolígrafo.

## Análisis del texto
Es la parte esencial de un documento. Es en el texto donde se detecta con facilidad la mayoría de las falsificaciones, ya sea por adición, alteración, sobre posición o supresión.

### Falsificaciones por raspado y lavado
Las falsificaciones por raspado y lavado las veremos conjuntamente por ser sistemas muy semejantes. El microscopio es de gran ayuda, pues nos revela los deterioros dejados por el borrador; el lavado y el raspado pueden emplearse indistintamente en los escritos con tinta líquida ordinaria, con bolígrafo y en los escritos a máquina o impresión digital.
Muchas veces el falsificador solamente suprime una palabra, otras sustituye esta por otra. En estos casos se aplica el método de los rayos infrarrojos que vimos antes, o se revela la palabra primitiva a base de química, pero esta tiene el inconveniente de dañar el papel.
Debemos tener en cuenta que muchas veces la supresión de una palabra no es necesariamente un hecho fraudulento, pues pudiera ser una equivocación en la redacción de un documento, y haberse efectuado por la misma persona que manufacturara el escrito o documento.
Entre las sustancias más usadas para hacer desaparecer los trazos de tinta se encuentran los siguientes: agua clorada, cloruro de etano, ácido oxálico, bisulfito de sodio, ácido crómico en solución sulfurosa, etcétera; pero los más usados en la actualidad y que han sido comercializados o industrializados, se encuentran los cloruros decolorantes, tales como el hipoclorito de sosa, llamado también agua de javel; igualmente, tenemos el permanganato de sosa o de potasa, que por lo común se les encuentra en el mercado la solución dosificada, envasada en un frasco pardo, juntamente con otra solución de bisulfito de sosa; al aplicarse el permanganato la tinta palidece de manera progresiva hasta dejar solo una mancha castaña de bióxido de manganeso, y la solución de bisulfito hace desaparecer cierta mancha; por lo regular un lavado reciente es invisible en circunstancias normales, pero la mayoría de las veces, aunque no siempre, el papel, con el tiempo adquiere un tono amarillento en el lugar del lavado.
Por regla general, estas sustancias empleadas para el lavado atacan al encolado del papel y desprenden parcialmente las fibras superficiales, pero esto no es muy visible, y en la mayoría de los casos el falsificador los vuelve a alisar o es tan insignificante que no se nota.
El método específico más usual y el único que tiene aplicación universal es el que nos dice Ch. Sannie y J. Pinel en su artículo “Busca de los lavados en los documentos”, publicado en Revue de Criminologie et de Police technique, Vol. IV, 1950. Hablan de la medición comparativa de la conductibilidad eléctrica del documento, entre la zona sospechosa y la que con toda evidencia no ha sufrido ninguna alteración, ya que el lavado modifica la carga mineral del papel y, por ende, su conductibilidad eléctrica. Las sales minerales de la carga pueden ser disueltas y arrastradas por el lavado; pero también es posible que suceda lo contrario: el reactivo puede añadir a esta carga nuevos elementos minerales.

### Falsificación por enmienda
La falsificación por enmienda contempla no solamente el aspecto de los borrones y de las intercalaciones hechas, sino mira por igual al campo de las superposiciones y de las agregaciones que el falseario idea para sus fines. En todos casos es necesario un examen detenido sobre cada uno de los rasgos sospechosos, examen que según, los autores, puede tener cabida dentro del método microfotográfico, si es que se trata de señalar la discrepancia entre las tintas usadas, o para buscar partículas infinitesimales de materias usadas para esta clase de falsificaciones, o puede ser también el consistente en una sola amplificación hecha por medio de lentes de aumento, si lo buscado se relaciona con la fijación de la diferencia de gruesos o de perfiles entre varas plumas.
Por regla general, el falseario no está en capacidad de reproducir el mismo pulso y la misma intensidad del sujeto que trata de imitar; de aquí que la intercalaciones aparezcan con retintamientos, con matices indebidos y con distancias mal guardada, sobre todo en lo que se refiere a espacios y márgenes. Las tintas usadas para la enmienda o para la intercalación a menudo van muy cargadas o, mejor dicho, sobre cargadas, o bien pueden encontrarse disminuidas en su coloración; si el autor de la falsificación apela al raspado del papel, por causa de la destrucción del encolado, la tinta puede correrse o regarse a través y a lo largo de las fibras constitutivas de dichos elementos; otras veces, las superposiciones vienen a ser las huellas y forman la prueba que denuncia el intento o la realización de una firma alterada o de un documento falso.
Una de las tareas más difíciles que suele plantearse dentro de este tema es la que se refiere a la determinación de si una escritura es anterior o posterior a otra, y a la par que es difícil es de gran utilidad, ya que por este sistema se puede llegar a saber si una frase o una cifra fue puesta maliciosamente, con anterioridad o posterioridad a una firma, a una fecha o a una parte cualquiera del documento; todo con mira a producir determinados efectos jurídicos. Se ha llegado a concebir o, mejor dicho, se efectúa en la actualidad para resolver este problema y del de las enmiendas y sustituciones, el método de microfotografía, mediante el cual el nivel de los cruzamientos y el relieve de los rasgos resaltan con mayor poder y visibilidad en uno y otro caso. La enmienda hecha encima de un número o de una palabra, por ejemplo, cobra en el objetivo y en la fotografía una intensidad mayor, muy a pesar de que las tintas usadas sean iguales, o todo el producto dependa de una misma mano; sin embargo, cuando se trata de tintas diferentes, la tarea es más sencilla; con todo, en este caso el experto debe tener mucho cuidado en la fotografía mal tomada llegue a ser sorprendido y sometido por confusiones reales o aparentes y por serios errores.
Por este motivo es bueno advertir que siempre ha sido indicio de grave sospecha el hecho de que en un mismo documento se presenten rasgos contrarios o discordantes. En este caso, la prueba de la enmienda o de la intercalación se dirige simplemente al establecimiento de tales discordancias, usando, hasta donde sea posible, el sistema general de identificación.

### Falsificación por calca
En repetidas ocasiones se ha dicho que una excesiva identidad entre dos firmas o entre dos manuscritos, es prueba evidente de que asistimos a una falsificación por calca. 
El sistema de calca por interposición admite la colocación de la pieza o firma que se desea calcar sobre una superficie plana, que ayude al trazado de los contornos que el lápiz o el punzón han de verificar. Si se emplea papel carbón o transparente para estos casos, pudiere suceder que la investigación presentase algunos problemas ya que los resultados obtenidos de esta forma son mejores. El procedimiento pantográfico, usado también para la calca, llega a descubrirse por la marcada precisión de los trazados que, a la larga, resultan como un producto artificioso y mecánicamente dibujados.
También debemos tomar en cuenta el hecho de que, en toda tarea de falsificación por calca, el falseario lleva la mano con mayor o menor lentitud, con mayor o menor precisión y con un sentido más alto o más bajo de lo que acontece o suele pasar al sujeto normal. Por ello es que los autores hablan de los dedos entorpecidos, de la incertidumbre en los enlaces y en la terminaciones y, en fin, de las proyecciones recortadas, retardadas o anuladas.

### Falsificación sobre recortes
La falsificación por recortes se hace con partes del material auténtico y el falseario lo utiliza con mira a reconstruir textos o manuscritos al parecer originales. Por lo regular, su técnica se verifica con la ayuda de las artes gráficas (fotografía y litografía), aunque bien puede hacerse en forma directa, caso en el cual es más fácil de descubrir.
Estas en la práctica se identifican por ciertas diferencias sospechosas en el ritmo, en la continuidad y en el acabado de las letras, y se revelan a través de los calibres y de las alturas crecientes o decrecientes de los grafismos, ya que por lo común la escritura contempla disminuciones o aumentos parciales, cosa esta que viola el falseario lo cual lo acusa o lo delata.

### Falsificación por imitación libre o servil
Toda falsificación debe seguir, por lo menos la finalidad de que la producción conseguida sea formalmente suficiente, en la falsificación por imitación libre es necesario seguir de cerca el verdadero sentido o significado de las palabras y de los rasgos buscados para su exacta reproducción. Y cada vez que se desfigure, se trastrueque o se desvíe la naturaleza de la escritura que se trata de imitar, puede decirse que los resultados son negativos y fáciles de descubrir.
La falsificación por imitación servil, por su parte se conoce por las interrupciones, tropiezos, retoques, tembelequeos y variabilidad intensiva de las tintas. El falseario desconoce la acción dinamográfica de la letra imitada y por eso incurre en desviaciones micrométricas y en retintamientos subyacentes, muy fáciles de precisar a través de la lente o microscopio, y esto cuando no incurre en una identidad excesiva o plagiaria que lo denunciaría a la sola luz de los datos grafométricos.
La imitación servil es el sistema más vulgar de falsificación y, por ende, el más rápido de advertirse. Su uso es frecuente, pero por demás de alcance nugatorio.